# Elisse Walter
Pour les articles homonymes, voir Walter.
Elisse B. Walter, née le 14 avril 1950 à New York (New York), est une haut fonctionnaire démocrate américaine, ayant essentiellement tenu des rôles de régulateur dans l'administration et à la présidence d'organismes de contrôle et de régulation.
Elle a été nommée le 14 décembre 2012 dans la seconde administration du président Barack Obama à la présidence de la Securities and Exchange Commission (SEC). Elle en était l'administratrice depuis 2008, où elle travaillait depuis 1977.